# Tejeira
Tejeira es una localidad y pedanía perteneciente al municipio de Villafranca del Bierzo, situado en la comarca de El Bierzo, en la provincia de León, España. Se encuentra a las faldas de la sierra de Ancares. Está situado al final de la carretera de CV-126-2.

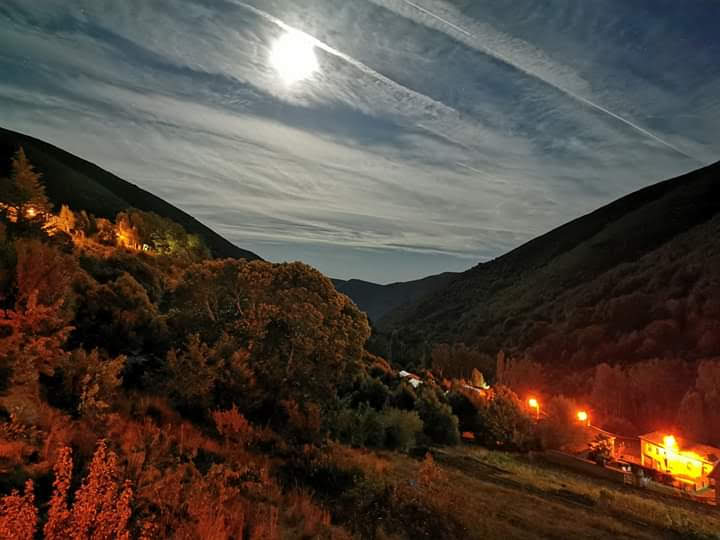

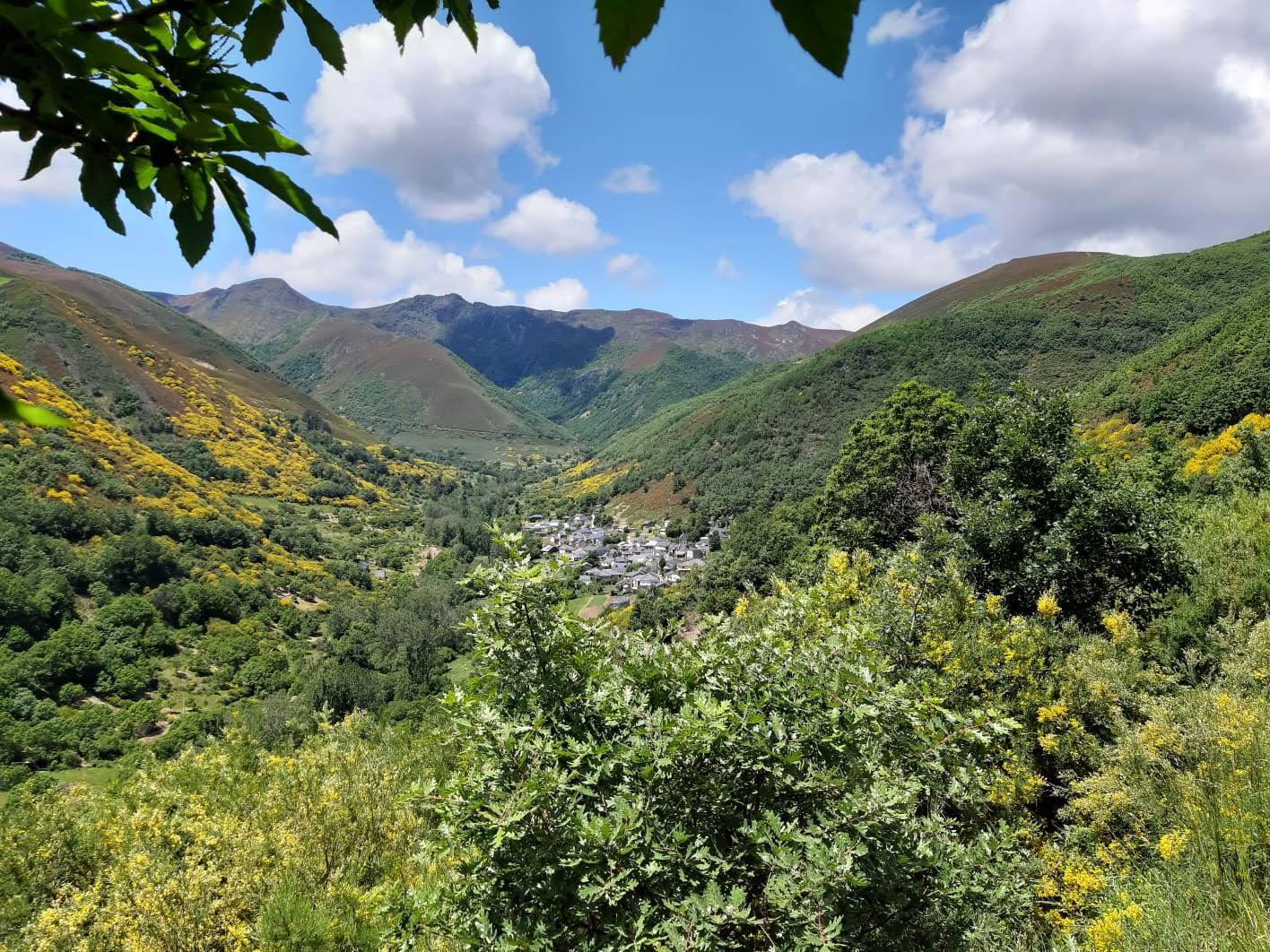

## Demografía
Tiene una población de 86 habitantes, con 49 hombres y 37 mujeres.